# Meredith Brooks
Meredith Ann Brooks (* 12. červen 1958) je americká zpěvačka, skladatelka, kytaristka a producentka. Za její největší hit "Bitch" byla v roce 1997 nominovaná na cenu Grammy.

## Alba
- 1997	See It Through My Eyes
- 1997	Blurring The Edges
- 1999	Deconstruction
- 2002	Bad Bad One
- 2004	Shine
- 2007 If I Could Be.